# Most kolejowy w Stanach
Most kolejowy w Stanach – dawny most kolejowy przez rzekę Odrę we wsi  Stany w województwie lubuskim na nieczynnej linii kolejowej nr 371 Wolsztyn – Nowa Sól – Żagań. Obecnie funkcjonuje jako most dla ruchu rowerowego i pieszego.

## Historia
Most wybudowany został w roku 1908, przez firmę Beuchelt z Zielonej Góry. Na obu końcach mostu na filarach umieszczono po dwa zespoły ceglanych strażnic – blokhauzów w formie neogotyckich wież. Dwupiętrowe budynki strażnic, usytuowane po obu stronach toru, połączone były 12-metrowymi poternami i dysponowały własnymi ujęciami wody (studniami). 3 lutego 1945 środkowe przęsło mostu zostało wysadzone przez cofające się wojska niemieckie. Po wojnie most został odbudowany w 1955 roku. Część nadziemną strażnic po wschodniej stronie mostu rozebrano.
Most funkcjonował do połowy lat 90. dla ruchu kolejowego. Połączenie kolejowe Wolsztyna z Nową Solą zostało zerwane podczas powodzi w 1997 w wyniku zniszczenia przez wodę torowiska w okolicach wsi Bobrowniki. Przez ponad 20 lat nieużywany popadał w ruinę.
Jesienią 2019 most stał się fragmentem blisko 50-kilometrowej rowerostrady biegnącej przez powiat nowosolski śladem nieczynnej linii kolejowej nr 371 Wolsztyn – Żagań, wybudowanej w ramach projektu "Kolej na Rower".

## Charakterystyka
W epoce ruchu kolejowego był to most jednotorowy z przęsłami ze stalowych kratownic o długości 642 metrów i przęsłem nurtowym długości 100,01 m.

## Most po przebudowie na ścieżkę rowerową

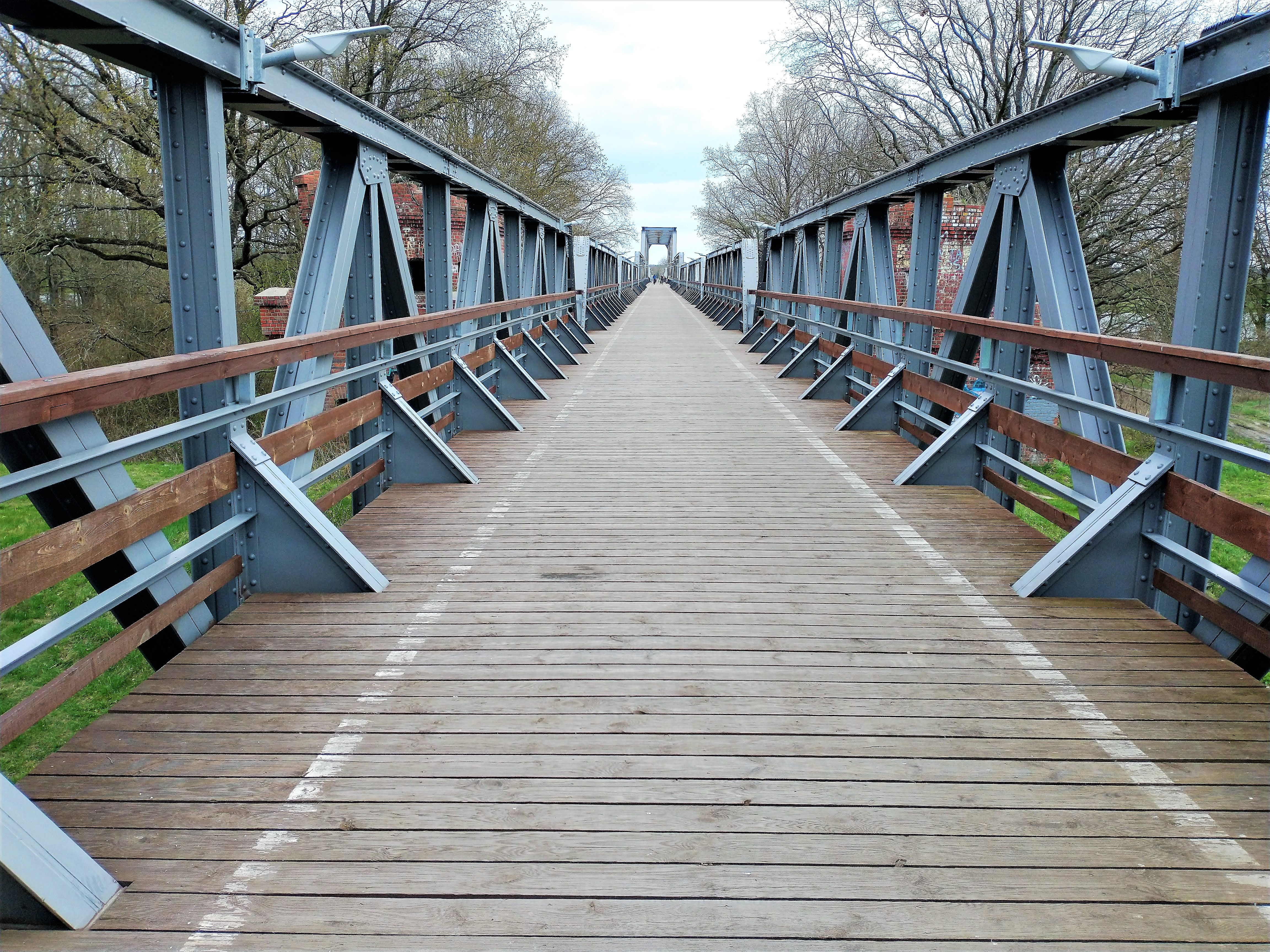
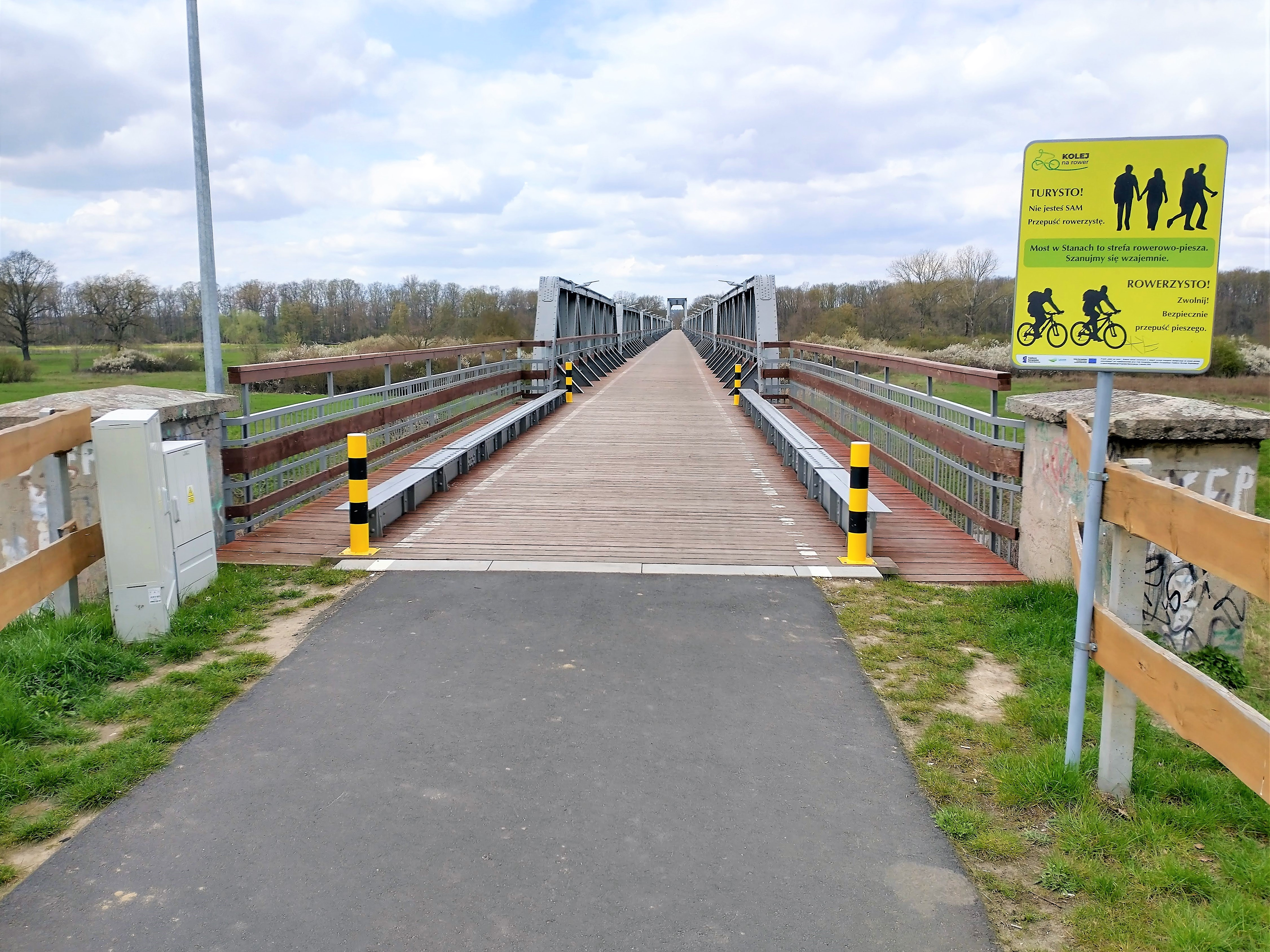
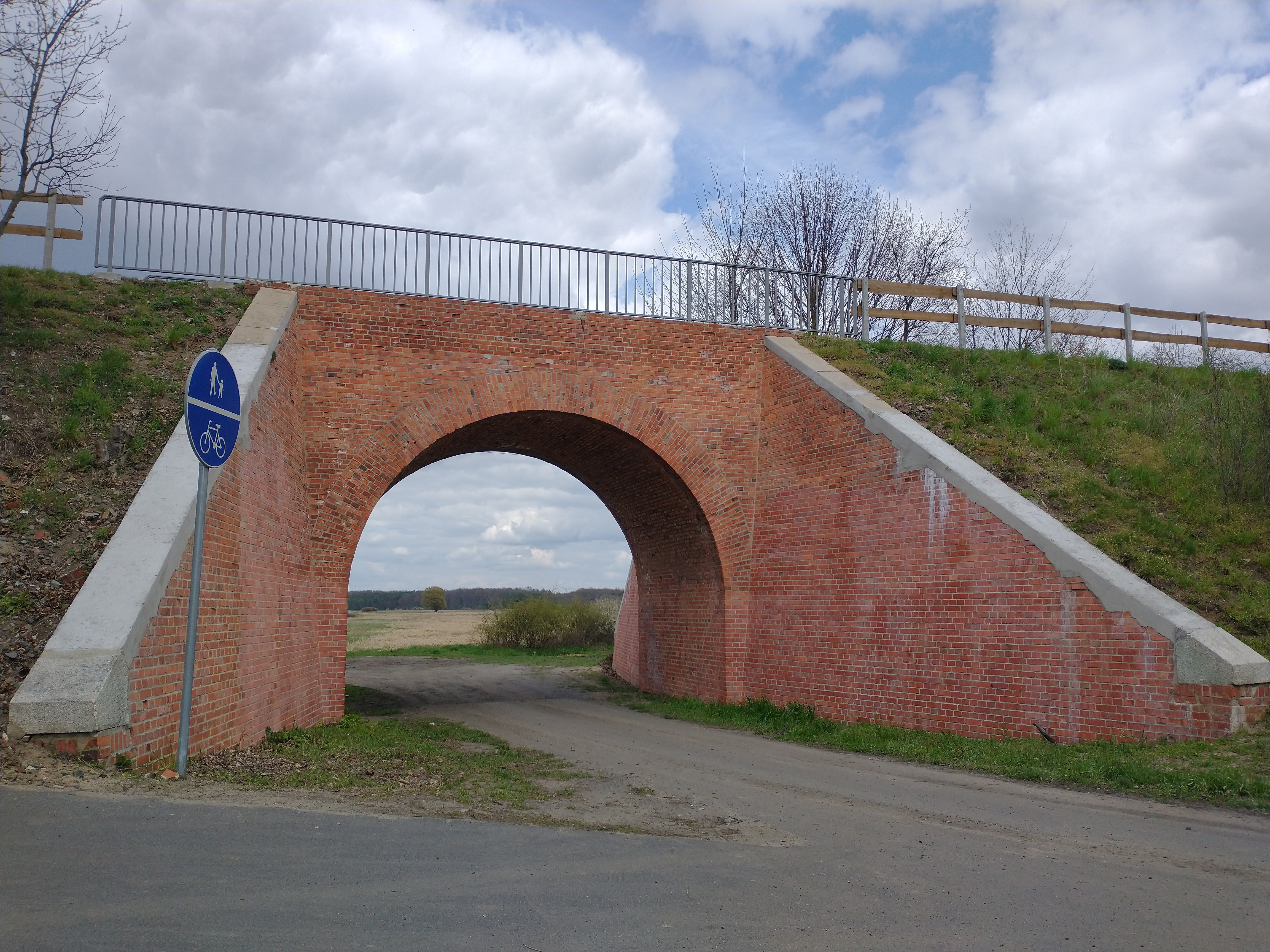